# Halle (Belgia)
Halle (franceză Hal) este un oraș din regiunea Flandra din Belgia. 